# راسل غليسون
راسل غليسون (بالإنجليزية: Russell Gleason)‏ مواليد 6 فبراير 1908 في بورتلاند، الولايات المتحدة - الوفاة 25 ديسمبر 1945 في نيويورك، نيويورك، الولايات المتحدة، هو ممثل أمريكي بدأ مسيرته الفنية سنة 1929.

## الأعمال
- كل شيء هادىء على الجبهة الغربية
- ما وراء النصر
- عم غير متوقع
- مغامرات مارك توين

## روابط خارجية
- راسل غليسون على موقع IMDb (الإنجليزية)
- راسل غليسون على موقع ألو سيني (الفرنسية)
- راسل غليسون على موقع أول موفي (الإنجليزية)
- راسل غليسون على موقع قاعدة بيانات برودواي على الإنترنت (الإنجليزية)
- راسل غليسون على موقع قاعدة بيانات الأفلام السويدية (السويدية)
- راسل غليسون على موقع قاعدة بيانات الفيلم (الإنجليزية)
- راسل غليسون على موقع كينوبويسك (الروسية)